# Andreas Wieland
Andreas Wieland (* 16. August 1983 in Wien) ist ein ehemaliger österreichischer Fußballspieler und nunmehriger -trainer.

## Karriere

### Als Spieler
Wieland begann seine Karriere beim ASK Erlaa. 1992 wechselte er zum SK Rapid Wien. 1996 kehrte er zu Erlaa zurück. 1997 schloss er sich dem VSE St. Pölten an. Für den inzwischen als FCN St. Pölten auftretenden Verein debütierte er im Oktober 1999 in der 2. Division, als er am 19. Spieltag der Saison 1999/2000 gegen den SC Untersiebenbrunn in der 59. Minute für Andrzej Jaschinski eingewechselt wurde. Nach dem Lizenzentzug von St. Pölten wechselte er in der Winterpause jener Saison zum SC Herzogenburg.
Nach einem halben Jahr bei Herzogenburg kam er 2000 in das BNZ St. Pölten. Im Jänner 2002 wechselte Wieland zum Bundesligisten SV Ried, für den er jedoch zu keinem Einsatz kam. Zur Saison 2002/03 kehrte er zu Rapid Wien zurück, wo er sich der viertklassigen Amateurmannschaft anschloss. Nach einer Saison bei Rapid wechselte er im Sommer 2003 zum Regionalligisten SKN St. Pölten. Für St. Pölten bestritt er in der Saison 2003/04 28 Regionalligaspiele, in denen er vier Tore erzielte.
Zur Saison 2004/05 schloss er sich dem Zweitligisten SC Untersiebenbrunn an. Sein erstes Zweitligator erzielte er im August 2004 bei einer 3:1-Niederlage gegen den FC Gratkorn. Im Jänner 2005 wechselte Wieland zum Regionalligisten SV Würmla.
Nach 22 Regionalligaspielen für Würmla schloss er sich im Jänner 2006 dem viertklassigen ASV Schrems an. Nach einem halben Jahr bei Schrems wechselte Wieland abermals in die Regionalliga, wo er sich dem SC Eisenstadt anschloss. Für die Burgenländer absolvierte er 14 Regionalligaspiele, ehe er im Jänner 2007 zum fünftklassigen FC Purkersdorf wechselte. Bis zu seinem Karriereende 2011 spielte er noch für den SC Himberg, den SV Rohrbach, den Kremser SC sowie die SVg Purgstall.

### Als Trainer
Ab 2010 arbeitete Wieland in der AKA St. Pölten, wo er bis 2015 verschiedene Altersstufen trainierte oder als Co-Trainer fungierte. Ab der Saison 2015/16 war er Sportlicher Leiter der Akademie sowie Co-Trainer von Andreas Heraf bei der österreichischen U-17- und ab 2016 bei der U-18-Auswahl.
Zur Saison 2018/19 übernahm Wieland den Posten des Akademieleiters von Ronald Brunmayr bei der AKA Linz. In der Winterpause jener Saison übernahm er zudem auch den Posten des Cheftrainers von Brunmayr, der in die Linzer Akademie wechselte, beim Zweitligisten FC Juniors OÖ, behielt jedoch auch seine Stelle in der Akademie.
Zur Saison 2019/20 wurde er Co-Trainer von Valérien Ismaël beim LASK. Nach der Trennung von Ismaël nach der Saison 2019/20 verließ er die Profis des LASK auf eigenen Wunsch. Im Jänner 2021 wurde er ein zweites Mal Trainer der Juniors OÖ. Die Juniors, die er auf dem 14. Rang übernommen hatte, führte er bis Saisonende noch auf den achten Platz. Zur Saison 2021/22 wurde er ein zweites Mal Co-Trainer beim LASK, diesmal unter Ismaëls Nachfolger Dominik Thalhammer. Nachdem sich die Oberösterreicher im September 2021 von Thalhammer getrennt hatten, wurde Wieland zum Cheftrainer befördert und erhielt zunächst einen bis zur Winterpause laufenden Vertrag, dessen Laufzeit dann bis Sommer 2024 verlängert wurde.
Unter seiner Führung erreichte der LASK zwar das Achtelfinale in der UEFA Europa Conference League, jedoch musste man in der Bundesliga erstmals ins Abstiegsplayoff. Nachdem man dort von der WSG Tirol vorgeführt worden war und die Qualifikation für das Österreich-interne Conference-League-Playoff in Gefahr gestanden hatte, wurde Wieland Anfang Mai 2022 durch Dietmar Kühbauer ersetzt.
Zur Saison 2022/23 wurde er in Belgien Trainer des Zweitligisten K Beerschot VA. Bei Beerschot arbeitete Wieland bis Ende 2023 als Trainer. Mit Jänner 2024 kehrte Wieland zum LASK zurück und übernahm im Verein die Position des Technischen Direktors. Außerdem wurde er Nachwuchsleiter und wenige Monate später sportlicher Akademieleiter. Zusätzlich übernahm er in der Winterpause 2024/25 die Trainertätigkeiten bei zweiten Mannschaft der Linzer in der drittklassigen Regionalliga Mitte.